# Hammels kommun
Hammels kommun var fram till 31 december 2006 en kommun i Århus amt i Danmark. Kommunen hade 10 592 invånare (2003) och en yta på 143,70 km². Hammel var kommunens huvudort. Numera ingår kommunen i Favrskovs kommun.